# Чилийская коммунистическая партия (Пролетарское действие)
Чилийская коммунистическая партия (Пролетарское действие) (исп. Partido Comunista Chileno (Acción Proletaria)) — чилийская политическая партия, которая придерживается антиревизионистского марксизма-ленинизма. Образована в 1979 году в результате откола от прокитайской Революционной коммунистической партии. «Пролетарское действие» было связано с Албанской партией труда. Генеральным секретарём является Эдуардо Артес. В 2016 году её активисты зарегистрировали ещё одну партию — Патриотический союз.

## История
Чилийская коммунистическая партия (Пролетарское действие) была основана 8 ноября 1979 года. В 1990-е и 2000-е годы партия входила в такие альянсы, как Movimiento Izquierda Democrática Allendista, Unidos Venceremos и Juntos Podemos. Партия покинула Juntos Podemos после того, как Гильермо Тейльер призвал поддержать кандидата от Коалиции партий за демократию Мишель Бачелет на президентских выборах 2005—2006 годов. Находясь в Juntos Podemos, партия (будучи незарегистрированной) выдвинула своего генерального секретаря Эдуардо Артеса независимым кандидатом на пост сенатора от Западного Сантьяго. Артес заручился поддержкой около 50 000 избирателей.
В 2009 году партия поддержала Артеса в качестве кандидата на президентских выборах 2009—2010 годов, однако он не был зарегистрирован из-за отсутствия регистрации самой партии. С 2009 года партия стала призывать к порче бюллетеней на выборах всех уровней, ссылаясь на нелегитимность «неолиберального» правительства и избирательного законодательства страны.
Во время студенческих протестов в Чили 2011—2013 годов партия привлекла внимания молодёжи как альтернатива молодёжному крылу Коммунистической партии Чили.

## Взгляды
Партия проявляет себя в качестве альтернативы умеренным «ревизионистским» Коммунистической партии Чили и другим марксистским организациям, как правило, называя их социал-демократами и предателями классического марксизма-ленинизма. Критические настроения партии сильно возросли после смерти Гладис Марин, в основном из-за возникновения альянса Коалиции партий за демократию и Коммунистической партии Чили на парламентских выборах, находя поддержку у крайне «левого» электората.

## Печатные издания
Партия выпускает журнал Acción Proletaria и ежемесячную газету Remolino Popular.